# HERO-Klasse
Die HERO-Klasse (HERO steht für High Efficiency RoRo) ist eine Klasse von Autotransportern der norwegisch-schwedischen Reederei Wallenius Wilhelmsen Logistics.

## Geschichte
Der Schiffstyp wurde vom finnischen Schiffsarchitekturbüro Deltamarin entworfen.
Die Schiffe wurden auf Werften in Südkorea und der Volksrepublik China gebaut, jeweils vier Einheiten auf der Werft Hyundai Samho Heavy Industries in Südkorea und der Werft Tianjin Xingang Shipbuilding Heavy Industry in der Volksrepublik China. Sie unterscheiden sich geringfügig in ihren Abmessungen, ihrer Tragfähigkeit bzw. Fahrzeugkapazität und ihrer Vermessung.

## Beschreibung
Die Schiffe werden von einem MAN-Dieselmotor des Typs 8S60ME-C8 angetrieben, der auf einen Festpropeller wirkt. Für die Stromerzeugung stehen drei von Hyundai-Himsen-Dieselmotoren – 2 × Himsen 7H25/33 und 1 × Himsen 6H25/33 – angetriebene Generatoren zur Verfügung. Weiterhin wurde ein von einem Cummins-Dieselmotor angetriebener Notgenerator verbaut. Die Dieselmotoren sind zur Einhaltung von ECA-Vorschriften mit einem Gaswäscher zur Rauchgasentschwefelung sowie Filtern zur Reduktion der Ruß- und Feinstaubemissionen ausgestattet. Die Schiffe sind mit einem elektrisch angetriebenen Bugstrahlruder ausgestattet.
Die Breite der Schiffe übersteigt mit 36,5 m Breite die Panamax-Abmessungen und war bereits für die Passage der im Juni 2016 eröffneten Neopanamax-Schleusen des Panamakanals konzipiert.
An Bord stehen dreizehn Ro-Ro-Decks zur Verfügung, von denen fünf in der Höhe verstellbar sind. Auf den Ro-Ro-Decks stehen insgesamt rund 66.000 m² zur Verfügung. Die Kapazität der Schiffe wird mit bis zu 8.000 Pkw (CEU RT43) bei den von Hyundai Samho Heavy Industries bzw. 7.700 Pkw bei den von Tianjin Xingang Shipbuilding Heavy Industry gebauten Einheiten angegeben.
Die Ro-Ro-Decks sind mit Rampen untereinander verbunden. Die Zufahrt zu den Ro-Ro-Decks erfolgt über eine Heckrampe, die zur Steuerbordseite heruntergeklappt werden kann. Sie kann mit 320 t belastet werden. Die Zufahrt zu den Ro-Ro-Decks ist 12 m breit und 6,5 m hoch.
Oberhalb der Ro-Ro-Decks befinden sich bei den von Hyundai Samho Heavy Industries gebauten Einheiten zwei Decks unter anderem mit den Einrichtungen für die Schiffsbesatzung, während diese bei den von Tianjin Xingang Shipbuilding Heavy Industry gebauten Einheiten in einem Deck eingerichtet sind. Darüber befindet sich jeweils das Brückendeck. Die Brücke ist über die gesamte Schiffsbreite geschlossen. Zur besseren Übersicht beim An- und Ablegen und dem Navigieren in engen Fahrwassern gehen die Nocken etwas über die Schiffsbreite hinaus.
Am Heck befindet sich auf der Backbordseite ein Freifallrettungsboot.

## Schiffe
| HERO-Klasse | HERO-Klasse                          | HERO-Klasse | HERO-Klasse                                          |
| Bauname     | Bauwerft Baunummer                   | IMO-Nummer  | Kiellegung Stapellauf Ablieferung                    |
| ----------- | ------------------------------------ | ----------- | ---------------------------------------------------- |
| Thermopylæ  | Hyundai Samho Heavy Industries S721  | 9702443     | 2. Juni 2014 25. August 2014 21. Januar 2015         |
| Thalatta    | Hyundai Samho Heavy Industries S722  | 9702455     | 30. Juni 2014 6. Januar 2015 7. April 2015           |
| Theben      | Hyundai Samho Heavy Industries S725  | 9722302     | 26. Oktober 2015 9. Januar 2016 12. April 2016       |
| Themis      | Hyundai Samho Heavy Industries S726  | 9722314     | 14. Dezember 2015 9. April 2016 30. Juni 2016        |
| Titus       | Tianjin Xingang Shipbuilding NB005-1 | 9700512     | 18. Juni 2015 15. April 2016 31. Mai 2018            |
| Traviata    | Tianjin Xingang Shipbuilding NB005-2 | 9700524     | 31. August 2015 28. September 2016 11. April 2019    |
| Tannhauser  | Tianjin Xingang Shipbuilding NB005-3 | 9731640     | 30. Oktober 2015 1. März 2017 10. September 2020     |
| Nabucco     | Tianjin Xingang Shipbuilding NB005-4 | 9731652     | 21. Dezember 2015 30. Dezember 2017 19. Oktober 2021 |